# Łagiewniki Dzierżoniowskie
Łagiewniki Dzierżoniowskie – nieczynna stacja kolejowa w miejscowości Łagiewniki, w województwie dolnośląskim, w powiecie dzierżoniowskim, w gminie Łagiewniki, w Polsce.